# I've been waiting for you (Neil Young)
I've been waiting for you is een liefdeslied dat werd geschreven door Neil Young. Hij bracht het in 1968 uit op zijn album Neil Young dat zijn solocarrière inluidde. Later verscheen het nog op zijn archiefalbums Sugar mountain - Live at Canterbury House 1968 (2008) en The archives vol. 1 1963-1972 (2009).
Het werd verschillende malen gecoverd, waaronder op een single door David Bowie.

## Tekst en muziek
Op het album gaat het nummer If I could have her tonight aan dit I've been waiting for you vooraf. Ze liggen ook inhoudelijk in elkaars verlengde. Uit de songtekst wordt duidelijk dat de kans steeds kleiner wordt dat zijn geduld beloond wordt.
Er zijn een piano en ook een orgel te horen waardoor het folkrock-nummer psychedelische trekjes kent. De melodie van een elektrische gitaar geeft gedurende het hele nummer mede de toon aan.
Het had ook gepast in het repertoire van Crosby, Stills, Nash & Young, de band waarin hij hiervoor speelde, maar evengoed in het repertoire dat hij later met Crazy Horse bracht.

## Covers
Het nummer werd verschillende malen gecoverd, waaronder op een single van de Britse zanger David Bowie en op de B-kant van de single Velouria (1990) van de Amerikaanse band Pixies.
Daarnaast verschenen er versies op albums van andere artiesten. Voorbeelden hiervan zijn van de Belgische zanger dirk Blanchart (voorheen bij Luna Twist, album Europe blue, 1989), 
de Canadese band Blue Rodeo (Borrowed tunes, 1999) en 
de Britse band Bevis Frond (This note's for you too!, 1999).

### David Bowie
David Bowie bracht het nummer in 2002 uit op een single die hij met Tony Visconti produceerde. De single behaalde geen hitnoteringen. Verder bracht hij het dat jaar nog uit op zijn album Heathen.
Alleen het eerste nummer op zijn single werd geschreven door Neil Young. De andere twee schreef Bowie zelf. Op deze single stonden de volgende drie nummers:
1. I've been waiting for you (3:00)
2. Sunday (4:59)
3. Shadow man (4:47)